# Barbet (personnage)
Pour les articles homonymes, voir Barbet.
Barbet est un personnage de La Comédie humaine d’Honoré de Balzac, d'origine normande. Il vend d'abord des salades dans les rues avant de s'établir bouquiniste sur les quais en 1818. Dans les années qui suivront, il fondera une dynastie de libraires-escompteurs sur le quai des Grands-Augustins. Il apparaît pour la première fois en tant que bouquiniste dans L'Envers de l'histoire contemporaine.
Dans Illusions perdues, c'est à lui que Lousteau vend ses services de presse.
Barbet, qui a été aussi commis en librairie, est considéré comme la terreur des imprimeurs. Il propose à Lucien de Rubempré un taux usuraire pour escompter ses effets chez Fendant et Cavaliers (éditeurs qui ont fait faillite). Barbet les revendra avec un énorme bénéfice quand le livre de Lucien, préfacé par Daniel d'Arthez, aura acquis une petite notoriété en 1824.
- En 1833, la maison Claparon-Cériset fait appel à ses services pour racheter les créances désespérées à un prix très bas dans Un homme d'affaires.
- En 1839, il compte parmi les « requins de la librairie » dans Les Petits Bourgeois. Son taux habituel d'intérêt est de 12 %.

Pour les références voir :
- Liste des personnages de La Comédie humaine